# 斯德丁号小巡洋舰
斯德丁号是德意志帝国所建造的四艘柯尼斯堡级小巡洋舰的末舰，以波美拉尼亚城市斯德丁（今波兰什切青）命名。它由同名城市的伏尔铿船厂承建，于1906年开始龙骨架设、1907年3月下水、至同年10月投入舰队使用。其舰炮包括有十门105毫米40倍径速射炮和两具450毫米水下鱼雷发射管，最高速度超过25节。
1912年，斯德丁号曾与战列巡洋舰毛奇号和小巡洋舰不来梅号一同，对美国进行了友好访问。当第一次世界大战于1914年8月爆发后，它被动员至公海舰队的侦察部队服役。舰只于战争的头三年内参与了大量的行动，包括1914年8月的黑尔戈兰湾海战和1916年5月－6月的日德兰海战，以及在北海和波罗的海的其它小规模作战。1917年，它撤出前线服务，并被用作教练船直至战争结束。随着德国战败，斯德丁号作为战利舰于1920年移交协约国，并于1921－1923年间拆解报废。

## 建造

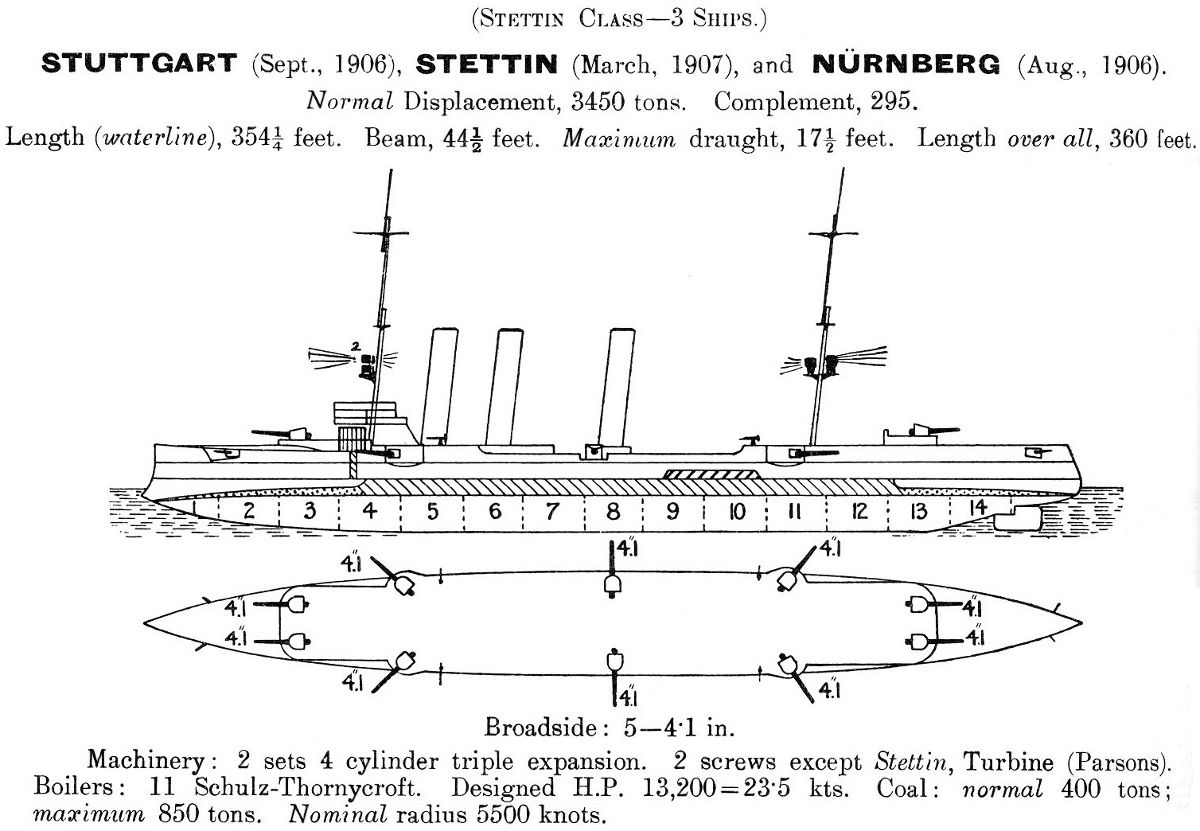
柯尼斯堡级舰只线条画 (Note: 图中误将该船级表述为“斯德丁级”，且不含柯尼斯堡号。)

斯德丁号是为替代老旧的小巡洋舰守望号而以“守望替舰（Ersatz Wacht）”为代号进行订购。它于1906年在斯德丁的伏尔铿船厂开始架设龙骨，1907年3月7日下水，之后展开舾装工作。至1907年10月29日，舰只正式投入公海舰队使用。
斯德丁号的全长为117.4（385英尺2英寸），有13.3（43英尺8英寸）的舷宽和最大5.17（17英尺0英寸）的吃水深度。在满载情况下，舰只的排水量可达3,822公噸（3,762長噸）。作为帝国海军第二艘搭载蒸汽轮机的军舰（第一艘为吕贝克号），其推进系统由两台帕森斯蒸汽轮机组成，通过十一台燃煤船用式水管锅炉提供动力，额定功率为21,670匹公制馬力（15,940千瓦特）。它的最高速度达25.2節（46.7每小時），并可以12節（22每小時）的速度续航5,750海里（10,650）。舰只的标准船员编制则为14名军官及308名水兵。
斯德丁号的武器由十门单装105毫米40倍径速射炮组成。其中两门并排布置在艏艛前方，六门设于舰舯、每边各三门，以及两门并排布置在舰艉。这些炮支可提升至30°仰角，射程达12,700（13,900碼）。它们共提供1500发弹药，其中每炮150发。舰只还装备有八门52毫米55倍径速射炮和4000发弹药。此外，舰只同样配备有两具450（17.7英寸）的鱼雷管及五枚鱼雷，均浸没舷侧的船体内。在装甲方面，斯德丁号则受到厚达80（3.1英寸）的装甲甲板保护，司令塔的侧面也有100（3.9英寸）厚。

## 服役历史

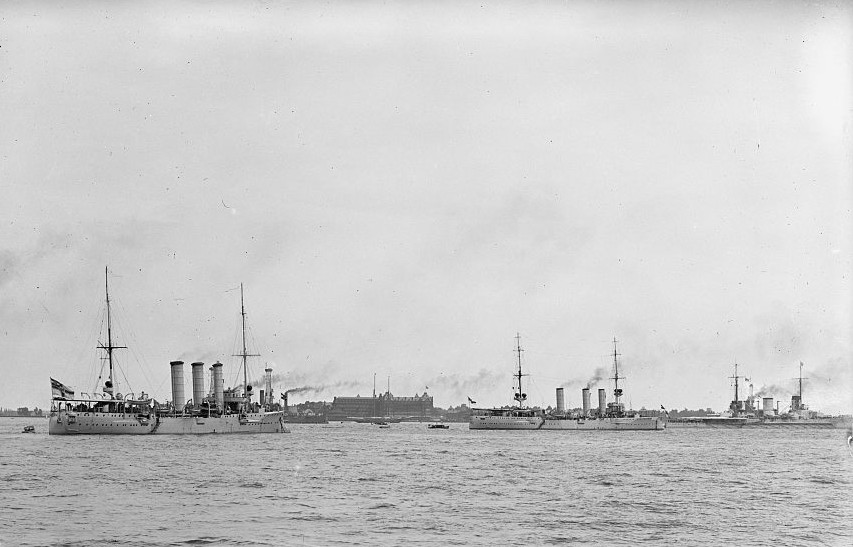
斯德丁号（中）与不来梅号（左）和毛奇号（右）在汉普顿锚地

在完成海上试航后，斯德丁号于1908年1月20日加入公海舰队的侦察部队，取代了原小巡洋舰女性之赞号的位置。在1908年6月17日至8月8日期间，斯德丁号作为皇家游艇霍亨索伦号的护航舰出席了基尔帆船赛，并巡游前往挪威及到访斯德哥尔摩。1910年4－5月间，它又在地中海担任了同样的职能，因原本计划于此的小巡洋舰汉堡号被派往安那托利亞南部以保护基督徒。它与吕贝克号一同于4月19日从基尔出发，至5月1日在克基拉島接管护航职责。5月15日，斯德丁号在普拉获准离队，遂于26日返抵基尔。1912年初，斯德丁号被派往美国进行友好访问，与它共同出行的还有曾到访美国的唯一德国主力舰——战列巡洋舰毛奇号。它们于1912年5月11日从基尔经由蓬塔德爾加達前往弗吉尼亚州的亨利角，在那里得到了驻美洲基地巡洋舰不来梅号的加入。三艘舰只于5月30日共同驶入汉普顿锚地与美国大西洋舰队会合，并受到时任美国总统威廉·霍华德·塔夫脱在五月花号游艇上的迎接。在美国东海岸游历两周后，它们于6月24日回到基尔。接下来是常规的舰队役期，至1914年，斯德丁号成为第二潜艇区舰队的指挥舰，驻地设于黑尔戈兰岛。

### 在北海的活动
当第一次世界大战于1914年8月爆发时，斯德丁号正随公海舰队一起在北海服役。8月6日，它与汉堡号共同护送一个U型潜艇区舰队进入北海，试图引出英国舰队，然后受到U型潜艇的攻击。该部队于8月11日返回港口，没有遇到任何英国军舰。大约两周后，斯德丁号于8月26日参与了黑尔戈兰湾海战。当交战开始时，斯德丁号、女性之赞号和赫拉号正处在一起，以对黑尔戈兰湾巡逻的鱼雷艇提供支援；斯德丁号锚泊在黑尔戈兰岛的东北部，另外两艘则在两侧。德国的屏护力量由海军少将弗朗茨·冯·希佩尔指挥，他是公海舰队侦察部队的司令。

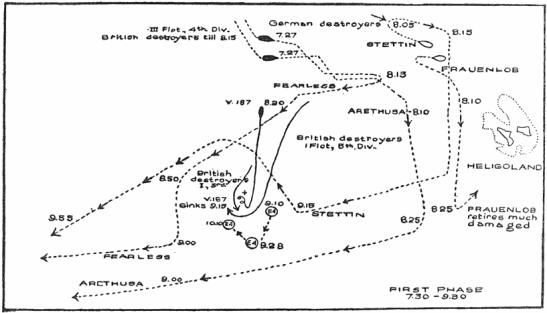
展示了第一阶段战斗的地图，包含有斯德丁号针对驱逐舰的行动

当英国人第一次袭击德国鱼雷艇时，希佩尔立即派遣了斯德丁号和女性之赞号，以及其他一些提供远程支援的巡洋舰来帮助它们。在08:32，斯德丁号收到了德国鱼雷艇与英国人的接触报告，遂立即起锚驶出进行援助。二十六分钟后，它遭遇了英国驱逐舰，并在8.5（5.3英里）的范围内开火。这次攻击迫使英舰中断并转舵向西离开。在交战期间，斯德丁的瞭望手观察到了远处的一艘英国巡洋舰，但没有加入战斗。至09:10，英军已经撤出射程，斯德丁号亦全速回退。在这段时间的战斗中，舰只右舷的第四门炮遭到一次命中，造成2人死亡及1人重伤。它的介入则成功阻止了英国人击沉鱼雷艇V1号和S13号。
至10:10，斯德丁号已经开启了全部锅炉，以使它能够达到最高速度。因此，它重返战斗，并于10:06遇到八艘英国驱逐舰，进而于10:08开火。英国队形遭到了数次命中，它们分散并逃逸。至10:13，随着能见度的下降，斯德丁号再无法观测到逃逸的驱逐舰，于是终止了追击。该舰也曾被数次击中，并未导致重大破坏，但又造成了另2人死亡及4人受伤。在大约13:40，斯德丁号到达阿里阿德涅号身边，后者刚刚遭到几艘英国战列巡洋舰的袭击。斯德丁号的船员见到了大口径炮口在烟雾中闪烁，而当阿里阿德涅号被击至失效后，于14:05转向斯德丁号。大雾拯救了阿里阿德涅号，它在十轮齐射均告射失后得以逃离。至14:20，它遇到了但泽号，并在沉没之前将幸存船员转移至后者。德国战列巡洋舰冯·德·坦恩号和毛奇号于15:25抵达现场，此时英国人已经脱离并撤退了。身处塞德利茨号的希佩尔紧随其后，并下令小巡洋舰回退至他的舰只后方。在进一步向西进行短暂的侦察后，德国人启程返港，并于21:30抵达威廉港。
12月15日，希佩尔所率领的第一侦察集群战列巡洋舰对英国沿岸的斯卡布罗、哈特尔浦及惠特比进行了炮击。行动由海军上将腓特烈·馮·英格諾爾率领的公海舰队主体提供远程支援；而斯德丁号及两个鱼雷艇区舰队则在编队的后方实施屏护。当日傍晚，由十二艘无畏舰和八艘前无畏舰组成的德国战列舰编队一度驶至距离英国一个孤立分舰队的六艘战列舰约10海里（19）范围内。然而，与对方其它驱逐舰之间在黑暗中的零星冲突使得英格诺尔误判自己面对的是整个大舰队主力。根据德皇威廉二世的命令，为避免不必要的冒险，英格诺尔中断了交战并调转舰队返回德国。

### 在波罗的海的行动
1915年5月7日，由斯德丁号、斯图加特号、但泽号、慕尼黑号和二十艘鱼雷艇组成的第四侦察集群被派往波罗的海，为针对向利鲍的俄军阵地发起的大规模行动提供支援。该行动由波罗的海侦察部队司令、海军少将阿尔贝特·霍普曼指挥。第四侦察集群的任务是在北部进行屏护，以防止任何俄国海军力量从芬兰湾驶出，而几艘大巡洋舰和其它军舰则对港口实施炮击。俄国人试图以四艘巡洋舰组成的兵力进行干预：马卡罗夫将军号、巴扬号、奥列格号和博加特耶尔号。它们曾短暂与慕尼黑号交战，但由于双方都不确定对方的实力，很快便分离。在炮击后不久，利鲍即由德国陆军占领，斯德丁号及第四侦察集群余部遂被召回公海舰队。

### 日德兰海战

英国（蓝）及德国（红）舰队在1916年5月31－6月1日的调遣图

1916年5月，新任公海舰队总司令、海军上将赖因哈德·舍尔计划进行一项重大行动，以切断并摧毁一个孤立的英国分舰队。这次行动导致了日德兰海战在1916年5月31日－6月1日的爆发。在战斗期间，斯德丁号担任第四侦察集群司令、海军准将路德维希·冯·罗伊特的旗舰。第四侦察集群主要承担屏护德国战列舰队的任务。当战列舰编队驶近英、德两军战列巡洋舰的交战现场时，斯德丁号全速超越了领头的德国战列舰国王号，随集群余部分散以屏护潜艇的来袭。在战斗的早期阶段，斯德丁号及第四侦察集群并未积极参与，但至21:30左右，它们遇到了英国轻巡洋舰法尔茅斯号。斯德丁号和慕尼黑号曾短暂向该舰开火，但由于能见度低，很快便停止了射击。罗伊特命其舰只调转90°，消失在雾霭中。
在5月31日夜晚从战斗中撤退期间，战列巡洋舰毛奇号和塞德利茨号于大约23:30近距离超越斯德丁号，迫使后者放慢了速度。第四侦察集群余部没有留意到速度的下降，因此舰只变得混乱。此后不久，英国第2轻巡洋分舰队赶上了德国巡洋舰群，后者此时已得到汉堡号、埃尔宾号和罗斯托克号的加入。一场激烈的交锋在极近的范围内展开；斯德丁号于交战初期被两次命中，并起火燃烧。一枚炮弹的碎片将汽笛的蒸汽管道刺穿，而逸出的蒸汽影响了能见度，迫使舰只放弃了发射鱼雷的尝试。在混战中，南安普敦号遭到约十八枚105毫米口径炮的袭击，其中一些是来自斯德丁号。与此同时，德国的女性之赞号起火并沉没；当德国巡洋舰转舵以避免与沉船相撞时，第四侦察集群变得分散，仅慕尼黑号和斯德丁号仍然在列。这两艘舰于23:55曾错误地向己方的鱼雷艇G11号、V1号和V3号开火，然后才辨认出它们的身份。
至6月1日凌晨04:00，公海舰队已成功避开了大舰队并抵达喇叭礁；继而回到德国港口。在战斗过程中，斯德丁号共有8名船员阵亡及28名船员受伤。它从105毫米口径炮中共发出81发炮弹。

### 结局
1917年，斯德丁号撤出前线服务，并在U型潜艇学校中担任教练船。它以该身份一直服役至战争结束。随着《康边停战协定》宣告德国战败后，根据《凡尔赛条约》第185条，斯德丁号被列为仍在德国服役并需要移交协约国的军舰；因此它于1919年11月5日正式从海军名录中除籍。1920年9月15日，该舰作为战利舰而以代号“T”被割让予英国；继而被转售至哥本哈根的拆船商，并于1921年至1923年间拆解报废。